# Manuel Wintzheimer
 (août 2025).
Manuel Wintzheimer, né le 10 janvier 1999 à Arnstein en Allemagne, est un footballeur allemand qui évolue au poste d'avant-centre à l'Arminia Bielefeld, en prêt du FC Nuremberg.

## Biographie

### En club
Après avoir joué pour les équipes de jeunes du Greuther Fürth, Manuel Wintzheimer passe notamment par le centre de formation du Bayern Munich, qu'il rejoint en 2013 à l'âge de 14 ans et où il se fait notamment remarquer en terminant meilleur buteur du championnat U17 lors de la saison 2015-2016 en inscrivant 23 buts en 18 matchs. Avec les U18 il est à nouveau meilleur buteur de la ligue (ex aequo avec David Otto), avec 26 buts en 26 matchs lors de la saison 2017-2018.
Manuel Wintzheimer n'a finalement jamais sa chance en équipe première et il rejoint le Hambourg SV lors de l'été 2018, son arrivée étant annoncée dès le 1er mai. Le 23 décembre 2018, il joue son premier match en professionnel, à l'occasion d'une rencontre de championnat face à Holstein Kiel. Il entre en jeu à la place de Hwang Hee-chan ce jour-là, et son équipe s'incline par trois buts à un.
Le 2 septembre 2019, Wintzheimer est prêté pour une saison au VfL Bochum. Il joue son premier match dès le 15 septembre suivant face au SG Dynamo Dresde, en championnat (2-2).
Manuel Wintzheimer quitte le Hambourg SV librement à l'été 2022, à expiration de son contrat. Il rejoint alors le FC Nuremberg. Le transfert est annoncé le 17 mai 2022.
L'attaquant, en manque de temps de jeu, est prêté le 7 janvier 2023 à l'Eintracht Brunswick.
Le 5 juillet 2023, Manuel Wintzheimer est de nouveau prêté par Nuremberg, cette fois à l'Arminia Bielefeld pour une saison.

### En équipe nationale
Avec l'équipe d'Allemagne des moins de 17 ans, il se met en évidence en étant l'auteur d'un doublé face à l'Angleterre, le 18 novembre 2015. Son équipe s'impose sur le score de 3-5.
Avec l'équipe d'Allemagne des moins de 19 ans, Wintzheimer se fait remarquer en marquant deux buts contre l'Irlande du Nord le 7 octobre 2017, participant à la large victoire des siens (7-1). Il inscrit à nouveau deux buts le 27 mars 2018, lors de la victoire de son équipe contre les Pays-Bas (1-4).
Avec les moins de 20 ans, il inscrit encore un nouveau doublé. Il s'agit d'un match disputé face à la Pologne le 10 octobre 2019, où il officie comme capitaine. Mais malgré cela, Wintzheimer ne peut pas empêcher la défaite de son équipe (3-4).
Le 12 novembre 2020, il reçoit sa première sélection avec les espoirs, lors d'une rencontre amicale face à la Slovénie. Il se met immédiatement en évidence en inscrivant un but.

## Statistiques
| Saison                | Club                       | Championnat           | Championnat | Championnat | Coupe(s) nationale(s) | Coupe(s) nationale(s) | Compétition(s) continentale(s) | Compétition(s) continentale(s) | Compétition(s) continentale(s) | Total | Total |
| Saison                | Club                       | Division              | M.          | B.          | M.                    | B.                    | Comp.                          | M.                             | B.                             | M.    | B.    |
| 2018-2019             | Hambourg SV                | 2. Bundesliga         | 7           | 3           | -                     | -                     | -                              | -                              | -                              | 7     | 3     |
| 2019-2020             | Hambourg SV                | 2. Bundesliga         | 1           | 0           | 1                     | 0                     | -                              | -                              | -                              | 2     | 0     |
| 2020-2021             | Hambourg SV                | 2. Bundesliga         | 32          | 3           | 1                     | 0                     | -                              | -                              | -                              | 33    | 3     |
| 2021-2022             | Hambourg SV                | 2. Bundesliga         | 27          | 2           | 4                     | 0                     | -                              | -                              | -                              | 31    | 2     |
| Sous-total            | Sous-total                 | Sous-total            | 67          | 8           | 6                     | 0                     | -                              | 0                              | 0                              | 73    | 8     |
| 2019-2020             | VfL Bochum (prêt)          | 2. Bundesliga         | 20          | 3           | 1                     | 0                     | -                              | -                              | -                              | 21    | 3     |
| Sous-total            | Sous-total                 | Sous-total            | 20          | 3           | 1                     | 0                     | -                              | 0                              | 0                              | 21    | 3     |
| 2022-2023             | FC Nuremberg               | 2. Bundesliga         | 11          | 1           | 2                     | 0                     | -                              | -                              | -                              | 13    | 1     |
| Sous-total            | Sous-total                 | Sous-total            | 11          | 1           | 2                     | 0                     | -                              | 0                              | 0                              | 13    | 1     |
| 2022-2023             | Eintracht Brunswick (prêt) | 2. Bundesliga         | 14          | 3           | -                     | -                     | -                              | -                              | -                              | 14    | 3     |
| Sous-total            | Sous-total                 | Sous-total            | 14          | 3           | 0                     | 0                     | -                              | 0                              | 0                              | 14    | 3     |
| Total sur la carrière | Total sur la carrière      | Total sur la carrière | 112         | 15          | 9                     | 0                     | -                              | 0                              | 0                              | 121   | 15    |